# Kaph
Kaph是许多闪米特字母表中的第11个字母，包括腓尼基字母、亚兰字母、阿拉伯字母‎（Kāf）、希伯来字母‎（Kaf）。
腓尼基字母还演变为了希腊字母Κ、拉丁字母K以及西里尔字母К。